# Örkelljunga pastorat
Örkelljunga pastorat är ett pastorat i Luggude-Åsbo kontrakt i Lunds stift i Örkelljunga kommun i Skåne län. 
Pastoratet bildades 2010 och består av följande församlingar:
- Rya församling
- Skånes-Fagerhults församling
- Örkelljunga församling

Pastoratskod är 071308.